# El Show de la Noticia
El Show de la Noticia fue un programa de radio argentino emitido en La 100, conducido por Roberto Pettinato.

## Equipo
- Conducción: Roberto Pettinato[2]
- Locución: Laura Benas - Natalia Ferlaino - Marcela Godoy
- Comentarios sobre política: María O'Donnell - Mariel Di Lenarda
- Comentarios sobre deporte: Gustavo Grabia - Guillermo Poggi
- Guiones y humor: Diego Recalde - Darío Frégoli - Diego Sheinkman - Natalia Carulias - Ariel Tarico[3]
- Producción: Iván Velasco - Esteban Talpone - Natalia Carcavallo - Mora Tarnofsky - Tamara Pettinato - Matías Nuñez - Demián Sterman - Nilda Sarli - Federico Sampayo - Constanza Logares
- Operación técnica: Eduardo Seisdedos
- Edición de audio: Javier Schiavone

## Cancelación
El Show de la Noticia salió del aire debido a que la emisora no renovó el contrato de Roberto Pettinato.